# Menafra

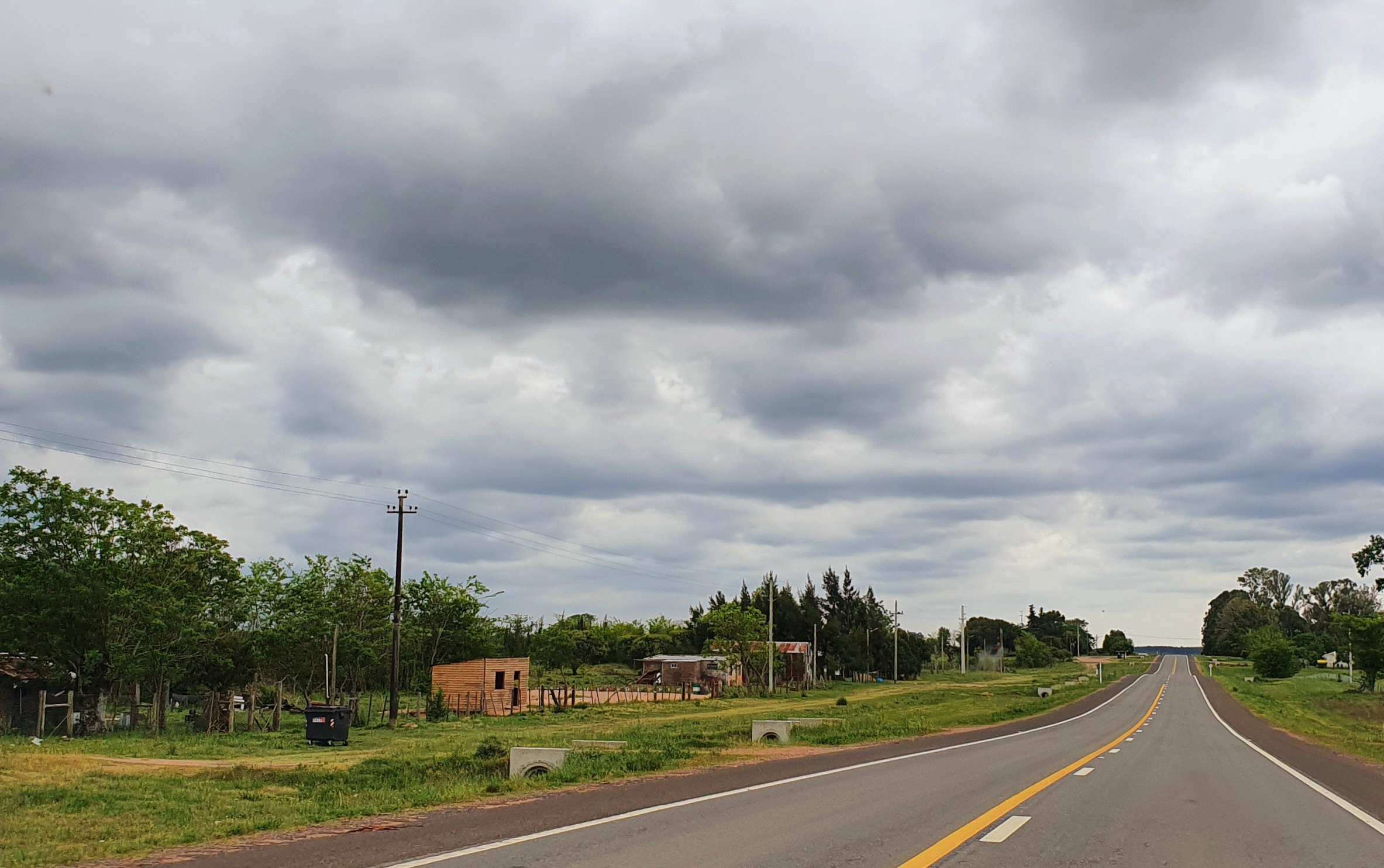
Staatstrasse 25

Menafra ist eine Ortschaft in Uruguay.

## Geographie
Sie befindet sich in der Cuchilla de Haedo im zentralen nördlichen Teil des Departamento Río Negro in dessen Sektor 12. Südwestlich des Ortes entspringt der Arroyo de la Palmita, ein Nebenfluss des Arroyo Don Esteban Grande. Einige Kilometer östlich liegen die Orte Villa General Borges und Villa María.

## Infrastruktur
Durch Menafra führt sowohl eine Eisenbahnlinie als auch die Ruta 25.

## Einwohner
Der Ort hatte bei der Volkszählung im Jahr 2011 39 Einwohner.
| Jahr | Einwohner |
| ---- | --------- |
| 1963 | 107       |
| 1975 | 86        |
| 1985 | 87        |
| 1996 | 63        |
| 2004 | 126       |
| 2011 | 39        |

Quelle: Instituto Nacional de Estadística de Uruguay